# Like I Love You (Justin Timberlake)
Like I Love You è un singolo del cantautore statunitense Justin Timberlake, pubblicato il 26 agosto 2002 come primo estratto dal primo album in studio Justified.
Il singolo ha visto la collaborazione del gruppo musicale statunitense Clipse.
Poco dopo la sua uscita il brano ha raggiunto la undicesima posizione della classifica americana Billboard Hot 100. Ha ricevuto una nomination ai Grammy Awards 2003 come miglior collaborazione con un artista rap.

## Video musicale
Il videoclip è stato diretto dal regista Bucky Chrome. Curiosamente, uno dei ballerini che compaiono insieme a Timberlake nel video è Kevin Federline, il futuro marito (all'epoca della canzone) dell'ex-fidanzata di Timberlake, Britney Spears.
Le coreografie sono del coreografo Marty Kudelka.

## Cover
La cover più conosciuta del brano è stata quella registrata dal gruppo Maxïmo Park, in occasione della pubblicazione di una compilation commemorativa dei 40 anni di BBC Radio 1. Del brano ne hanno registrato una propria versione anche i Bell X1 ed il gruppo rock progressivo The Dillinger Escape Plan.

## Tracce
- European CD maxi-single

1. Like I Love You (Album Version) – 4:47 (Williams, Pharrell/Hugo, C./Timberlake, Justin)
2. Like I Love You (Instrumental) – 4:47 (Williams, Pharrell/Hugo, C./Timberlake, Justin)
3. Like I Love You (Extended Club Mix) – 5:37 (Williams, Pharrell/Hugo, C./Timberlake, Justin)

- UK CD remixes

1. Like I Love You (Album Version) – 4:46 (Williams, Pharrell/Hugo, C./Timberlake, Justin)
2. Like I Love You (Instrumental) – 4:46 (Williams, Pharrell/Hugo, C./Timberlake, Justin)
3. Like I Love You (Extended Club Mix I) – 5:39 (Williams, Pharrell/Hugo, C./Timberlake, Justin)
4. Like I Love You (Extended Club Mix II) – 7:08 (Williams, Pharrell/Hugo, C./Timberlake, Justin)

## Remix ufficiali
| - Album Version — 4:44 - Instrumental — 4:44 - Radio Edit #2 — 3:51 - Radio Edit #3 — 4:10 - Extended Club Mix I — 5:37 - Extended Club Mix II — 7:08 - Basement Jaxx Vocal Mix — 6:03 - Basement Jaxx Acid Dub | - Basement Jaxx Radio Edit - Deep Dish Zigzag Remix — 9:40 - Deep Dish Zigzag Radio Edit - Deep Dish Zigzag Dub - Phat Heads Remix — 5:51 - Joe Bermudez Out Of Sync Club Mix — 7:54 - Joe Bermudez Out Of Sync Radio Edit — 4:14 - Joe Bermudez Out Of Sync "Billie Jean" Edit — 4:22 |

## Classifiche
| Classifica(2002)                       | Posizione più alta |
| -------------------------------------- | ------------------ |
| U.S. Billboard Hot 100                 | 11                 |
| U.S. Billboard Hot Dance Club Play     | 1                  |
| U.S. Billboard Hot Dance Singles Sales | 3                  |
| U.S. Billboard Hot R&B/Hip-Hop Songs   | 53                 |
| U.S. Billboard Rhythmic Songs          | 17                 |
| U.S. Billboard Top 40 Mainstream       | 4                  |
| U.S. Billboard Top 40 Tracks           | 9                  |
| Polonia                                | 1                  |
| Argentina                              | 3                  |
| Australia                              | 8                  |
| Austria                                | 29                 |
| Belgio                                 | 6                  |
| Brasile                                | 10                 |
| Canada                                 | 10                 |

| Classifica(2002)               | Posizione più alta |
| ------------------------------ | ------------------ |
| Danimarca                      | 4                  |
| Germania                       | 16                 |
| Irlanda                        | 5                  |
| Italia                         | 17                 |
| Paesi Bassi                    | 5                  |
| Nuova Zelanda                  | 6                  |
| Norvegia                       | 10                 |
| Portogallo                     | 9                  |
| Spagna                         | 20                 |
| Svezia                         | 14                 |
| Svizzera                       | 14                 |
| Regno Unito                    | 2                  |
| Europa                         | 5                  |
| Airplay World Official Top 100 | 4                  |